# Lanna Pendleton Hall
Lanna Pendleton Hall é uma pintora estadunidense. Seus primeiros trabalhos datam de 1980. Na infância, morando com seus 5 irmãos e sua mãe enfermeira e o pai engenheiro, pintou princesas e pôde se inspirar na avó materna, Eugenia Meyers, pintora de paisagens em 1900. Sua arte é focada na observação panorâmica de planícies do noroeste de Ohio. A paixão da pintora está na luz do sol, no clima, nas nuvens, na coloração do céu. Um dos aspectos de sua pintura é a aderência ao realismo, isto é, retrata como vê nas fotografias dos fenômenos.
Vive uma rotina tranquila numa chácara a poucos quilômetros das fronteiras de Michigan e Indiana. O ambiente é o responsável por possibilitar que Hall admire o horizonte e as nuvens durante 6 horas por dia e 5 dias por semana. 
Algumas de suas obras, que foram feitas em tela de linho, baseiam-se em fotografias de eventos climáticos específicos.. É uma artista membra da Athena Art Society, da Black Swamp Art Guild, do Hillsdale Art Guild e do Toledo Artists Club.

## Estilo
O teórico Otto G. Ocivirk analisa a sua produção como uma sequência de imagens que retratam a passagem do tempo. A captação das várias condições de iluminação ao longo do dia. Lanna está sempre acompanhada de uma câmera e é através dela que consegue os retratos iniciais para a sua pintura que virá em seguida.[carece de fontes?]
Seu estilo de pintura está baseado em observar o horizonte e elevar o olhar, por isso a admiração pelas nuvens, o interesse está em suas formas e reflexos. Esta contemplação surgiu quando Hall não foi aprovada no processo seletivo na Pós-Graduação da Bowling Green State University, a levando a um novo objetivo. No ano seguinte, já apresentou um portfólio de 4 telas de nuvens e, enfim, foi aprovada na Bowling Green.  Conhece muito a respeito do clima e é convicta que as melhores capturas estão no verão e na primavera porque a movimentação do céu é diferente. 
Lanna é Bacharel em Ciências em Educação pela Universidade de Toledo. Durante 31 anos ensinou arte, com trajetória iniciada na Edon Northwest Local Schools. Sua obra está presente em numerosas coleções corporativas e privadas. Além disso, foi premiada com o Master of Arts e Master of Fine Arts da Bowling Green State University com foco na pintura.
A artista, que é especialista em guache, óleo e aquarela, expõe na American Gallery. Há uma diferença, as pinturas a óleo obedecem o padrão da dimensão de grandes janelas, isto é, investe nos painéis de arte com aproximadamente 1,80m, enquanto que a guache e aquarela têm proporções menores. Em algumas obras maiores, a pintora procura dividir o painel em uma série de seções e assim exibe a sequência de transformações no céu. [carece de fontes?]
Depois que fotografa, Lanna inicia o esboço da pintura e às vezes usa uma ou mais fotografias para o mesmo produto final. Em seguida, registra cada uma de suas peças com a data da fotografia, temperatura, horário e localização; todas essas informações a ajudam a colocar o título na obra. Também anota para quem a obra foi vendida, onde a expôs e quando a venda aconteceu. 

## Publicações
- The American Panoramic Landscape. Bowling Green State University, 1982.